# Ibirama (ort)
Ibirama är en ort i Brasilien.   Den ligger i kommunen Ibirama och delstaten Santa Catarina, i den södra delen av landet, 1 300 km söder om huvudstaden Brasília. Ibirama ligger 156 meter över havet och antalet invånare är 18 357.
Terrängen runt Ibirama är huvudsakligen lite kuperad. Ibirama ligger nere i en dal. Det finns inga andra samhällen i närheten.
I omgivningarna runt Ibirama växer i huvudsak städsegrön lövskog. Runt Ibirama är det glesbefolkat, med 17 invånare per kvadratkilometer.